# زارا نوتلي
زارا نوتلي أو زهراء ستانلي جابر، (1924-2016)، كانت فنانة وممثلة أفلام إنكليزية.

## حياتها
ولدت زارا نوتلي في يوم 19 آب 1924، وهي ابنة ستانلي جابر وغلاديس جريجوري، وقد تزوجا عام 1923. وفي وقت مبكر من حياتها المهنية شاركت في الإنتاج المسرحي للهواة، ثم مثلت في المسرح. وفي عقد الخمسينيات من القرن العشرين درست التمثيل ومن ثم قامت بالتدريس في استوديو فلورنسا مور للدراما في هوف، ساسكس. وقبل عام 1977، كان يطلق عليها اسم زهرة أو زارة، أو زارا جابر. لان اسمها الحقيقي هو زهراء ماري جاسب جابر. وبالرغم من أن زارا تعتبر سيدة بريطانية لكن سيرتها الذاتية تشير وبوضوح انها ابنة الشيخ جاسب بن خزعل الكعبي من زوجته البريطانية غلاديس الذي تزوجها عام 1923 حين كان منفياً في لندن من قبل والده الشيخ خزعل الكعبي أمير الأحواز أنذاك.
ومذكور في الهوية أيضا أن اسم والدتها غلاديس واسم والدها ستانلي جابر. وقد يكون ستانلي اسما مستعارا للشيخ جاسب بن خزعل الكعبي. والغريب ان اسم ستانلي هو اسم طبيب بريطاني كان في المحمرة حتى عام 1909 وانتقل إلى الكويت برفقة الطبيب بنيت، الذي استدعاه الشيخ مبارك الصباح الى الكويت بعد ما اشاد بحذاقته الشيخ خزعل.
وعند مراجعة شجرة عائلة آل مرداو على موقع إمارة المحمرة، وجد أن زوجة الشيخ جاسب السابعة كان اسمها غلاديس وهي سيدة انجليزية وكان زواجهما عام 1923 مما يدل ان زهراء ماري ولدت بعد عام واحد من زواج الشيخ جاسب بزوجته الإنجليزية غلاديس.
وذكر الشيخ هلال بن سعيد المرداو مؤكدا إن الممثلة البريطانية هي ابنة الشيخ جاسب بن خزعل، قائلا: نود أن نضيف بعض الحقائق تأييدا لذلك:
- حكم على جاسب بن الشيخ خزعل(ولي العهد آنذاك) بالنفي بعد محاولة الانقلاب على الشيخ خزعل إلى بريطانيا. وكان يتقاضى راتبا من الإمارة في المنفى ما يعادل ٥٠٠ ليرة ذهب شهريا.
- التقى بالسيدة غلاديس غلاديس في إحدى الحفلات الخيرية المقامة في جزيرة ( جيرسي ) البريطانية وتزوجها.
- انجبت لهُ أربعة من الابناء وهم: خزعل وإليزابيث وجون وسارة (وليست زارا).
- كانت لديهم مربية للأبناء انكليزية تزوجها جاسب وعاد معها إلى البصرة بعد خلاف مع زوجته غلاديس والتي بقيت مع ابنتها الصغرى سارة في حين عاد معه ابناؤه الثلاثة وسكنوا ما بين البصرة والمحمرة.
- ابنة جاسب تزوجت من إبن عمها وحيد عبد الكريم الشيخ خزعل وتوفيت في الكويت ولها من الابناء ( صباح وفيروزة) والإبن خزعل تزوج من ابنة عمه صالح الشيخ خزعل. والإبن جون سكن المحمرة وتوفى هناك. سارة أو زارا بقيت في لندن ولم يتواصل معها أي شخص من الأسرة.